# Cnaeus Cornelius Lentulus (consul en -97)
Pour les articles homonymes, voir Cornelius Lentulus.
Gnaeus Cornelius Lentulus est un homme politique de la République romaine, membre de la branche des Cornelii Lentuli de la gens patricienne Cornelia.
Il est consul en 97 av. J.-C. avec Publius Licinius Crassus comme collègue.